# Gyldendals Faglitterære Pris
Gyldendals Faglitterære Pris er en dansk litteraturpris, der blev uddelt første gang i 2005. Prisen gives af forlaget Gyldendals fagbogsredaktion Gyldendal Fakta og er på 100.000 kr. Den "tildeles en forfatter, der med engagement og talent kan formidle faglig viden på en tilgængelig måde med respekt for både sit stof og læserne".

## Modtagere
Følgende personer har modtaget prisen:
- 2005: Pernille Stensgaard
- 2006: Bo Lidegaard
- 2007: Jesper Theilgaard for Det danske vejr[2]
- 2008: Uffe Ellemann-Jensen
- 2009: Nanna Simonsen
- 2010: Hans Mortensen for tre bøger: De fantastiske fire (2005), Tid til forvandling (2008) og Det, Svend mener, er (2009)[1]
- 2011: Hans Edvard Nørregård-Nielsen
- 2012: Peter Bastian
- 2013: Peter Olesen[4]
- 2014: Lars Gejl[5]